# Charles Craig (Schauspieler, 1877)

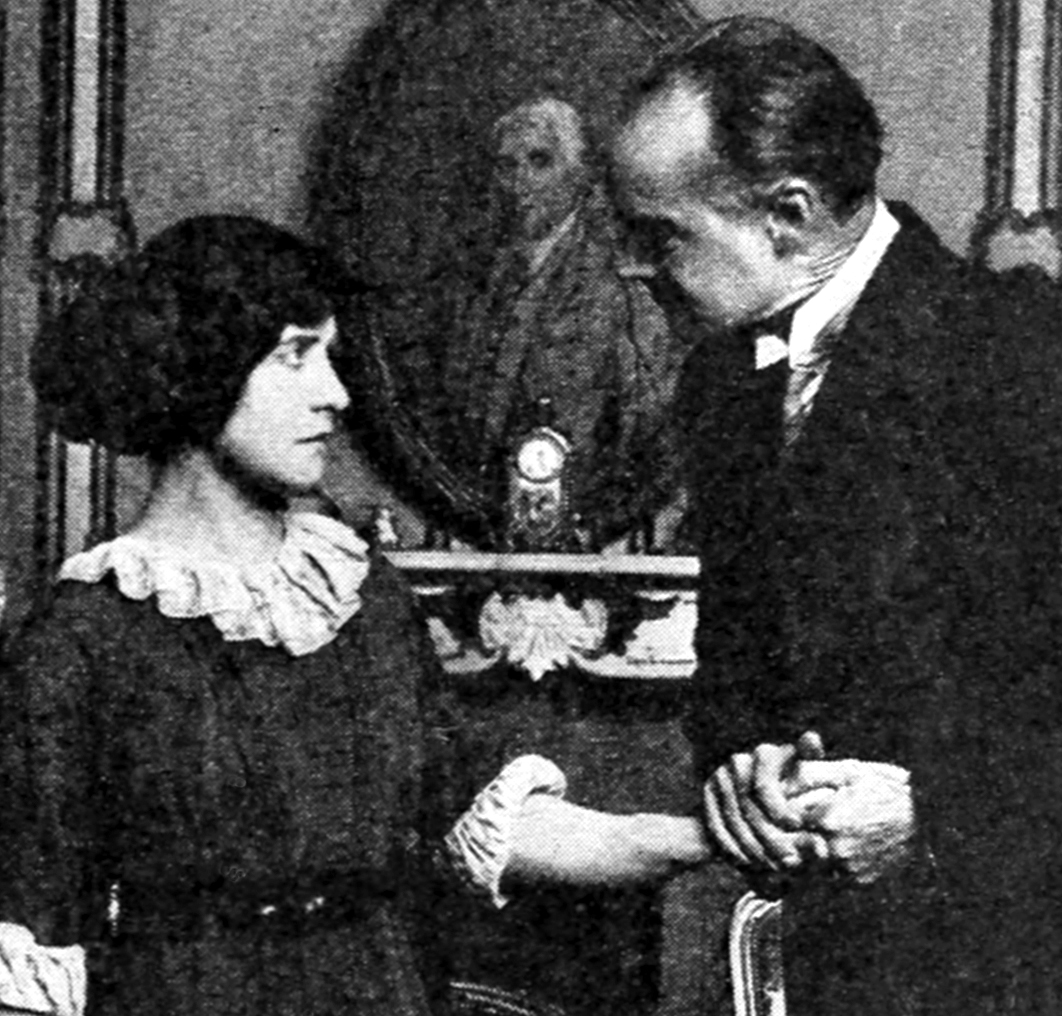
Janet Salisbury und Charles Craig in The Woman in White (1912)

Charles Craig (geboren am 13. August 1877 in New York City, New York; gestorben im Mai 1972 in Ohio) war ein US-amerikanischer Schauspieler der Stummfilmzeit. Er spielte zwischen 1909 und 1931 in mehr als 120 Filmen mit.

## Werdegang
Charles Craig kam erst 1909 zum Film und war zunächst Nebendarsteller in mehreren Filmen von David Wark Griffith für die American Mutoscope and Biograph Company. Später arbeitete er für eine Reihe anderer Filmgesellschaften. 1931 spielte er in Hell-Bent for Frisco mit.

## Filmografie (Auswahl)
- 1909: Der Weizenkönig (A Corner in Wheat)
- 1909: A Trap for Santa Claus
- 1910: The Impalement
- 1910: The Englishman and the Girl
- 1912: The Woman in White
- 1917: The Poor Little Rich Girl
- 1917: The Fall of the Romanoffs
- 1918: The Blue Bird
- 1920: A Fool and his Money
- 1920: The Flapper
- 1921: The Last Door
- 1931: Hell-Bent for Frisco